# Cổ khuẩn
Cổ khuẩn hoặc vi sinh vật cổ (danh pháp khoa học: Archaea) là một vực các vi sinh vật đơn bào nhân sơ. Chúng không có nhân tế bào hay bất cứ bào quan nào trong tế bào chất. Trong quá khứ, chúng được xem như một nhóm vi khuẩn khác biệt và được gọi là vi khuẩn cổ (danh pháp khoa học: Archaebacteria), nhưng do có lịch sử tiến hóa độc lập và nhiều bất đồng về sinh hóa với các dạng khác của sự sống, chúng hiện được phân thành một vực (domain) riêng trong hệ thống ba vực. Ba vực này là ba nhánh phát sinh chủng loại riêng biệt tiến hóa từ nguồn gốc chung, bao gồm Vi khuẩn (Bacteria), Vi khuẩn cổ và Sinh vật nhân chuẩn (Eukarya). Vi khuẩn cổ lại chia làm bốn ngành đã được công nhận, dù có thể tồn tại nhiều ngành hơn trong thực tế. Crenarchaeota và Euryarchaeota là các nhóm vi khuẩn cổ được nghiên cứu nhiều nhất. Việc phân loại vi khuẩn cổ vẫn gặp nhiều khó khăn, khi phần lớn chúng chưa từng được nghiên cứu trong phòng thí nghiệm và chỉ mới được phát hiện thông qua phân tích acid nucleic ở các mẫu lấy từ môi trường. Dù trước đây nhóm vi khuẩn cổ được gộp với nhóm vi khuẩn để thành sinh vật nhân sơ (prokaryote) (hay giới Monera), thì sự phân loại này giờ đã trở nên lỗi thời.
Vi khuẩn và vi khuẩn cổ khá tương đồng về hình dạng và kích thước, dù một vài vi khuẩn cổ có hình dạng bất thường, như tế bào dạng phẳng và vuông của Haloquadra walsbyi. Mặc dù nhìn tương đồng với vi khuẩn, vi khuẩn cổ vẫn mang bộ gen và một số con đường trao đổi chất gần với sinh vật nhân chuẩn hơn: đặc biệt các enzyme liên quan tới quá trình phiên mã và dịch mã. Các đặc tính sinh hóa khác của Archea là độc nhất vô nhị, như vai trò của các ether lipid trong màng tế bào của chúng. Vi khuẩn cổ khai thác các nguồn năng lượng đa dạng hơn nhiều so với sinh vật nhân chuẩn: từ các hợp chất hữu cơ quen thuộc như đường, tới sử dụng amonia, ion kim loại hay thậm chí cả khí hydro làm chất dinh dưỡng. Vi khuẩn cổ ưa muối (Halobacteria) sử dụng ánh sáng mặt trời làm nguồn năng lượng và các loài vi khuẩn cổ khác có thể cố định cacbon; tuy nhiên không giống thực vật và vi khuẩn lam, không một loài vi khuẩn cổ nào có thể thực hiện cả hai việc trên. Vi khuẩn cổ sinh sản vô tính và phân chia nhờ các hình thức phân đôi, phân mảnh hoặc nảy chồi; trái với vi khuẩn và sinh vật nhân chuẩn, không có loài nào của vi khuẩn cổ có bào tử.
Ban đầu, vi khuẩn cổ được biết như là những sinh vật ưa sống ở những môi trường khắc nghiệt, như suối nước nóng hay hồ mặn, nhưng sau đó chúng được tìm thấy ở nhiều môi trường khác nhau, bao gồm cả đất, các vùng lầy, và đặc biệt tập trung cao ở các đại dương. Các vi khuẩn cổ trong cộng đồng sinh vật phù du có thể là một trong những nhóm các sinh vật có số lượng đông đảo nhất trên Trái Đất. Vi khuẩn cổ hiện nay được ghi nhận như một phần quan trọng của sự sống trên hành tinh và có thể đóng vai trò ở cả chu trình cacbon lẫn chu trình nitơ. Không có ví dụ rõ ràng về các mầm bệnh hay ký sinh là vi khuẩn cổ được biết đến, chúng thường là những sinh vật hỗ sinh hoặc hội sinh. Một ví dụ là các loài sinh methan cư trú trong ruột người và động vật nhai lại, có số lượng lớn trợ giúp tốt cho tiêu hóa. Các vi khuẩn cổ sinh methan thường được ứng dụng trong sản xuất biogas và xử lý nước thải, và các enzyme từ các vi khuẩn cổ sống nơi khắc nghiệt, có thể chịu được nhiệt độ cao và các dung môi hữu cơ, được khai thác trong ngành công nghệ sinh học.

### Môi trường sống

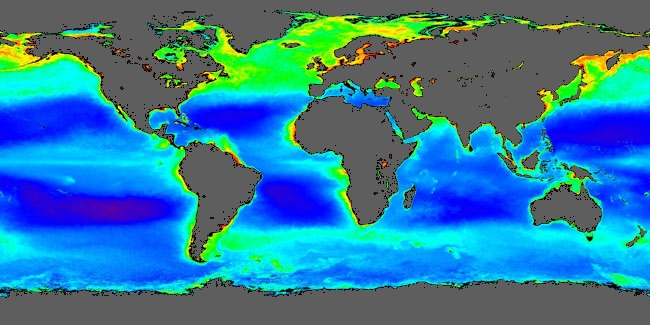
Hình ảnh sinh vật phù du (xanh lá cây nhạt) trong các đại dương; vi khuẩn cổ là một phần chính trong sự sống ở đại dương.

### Tương tác với các loài khác

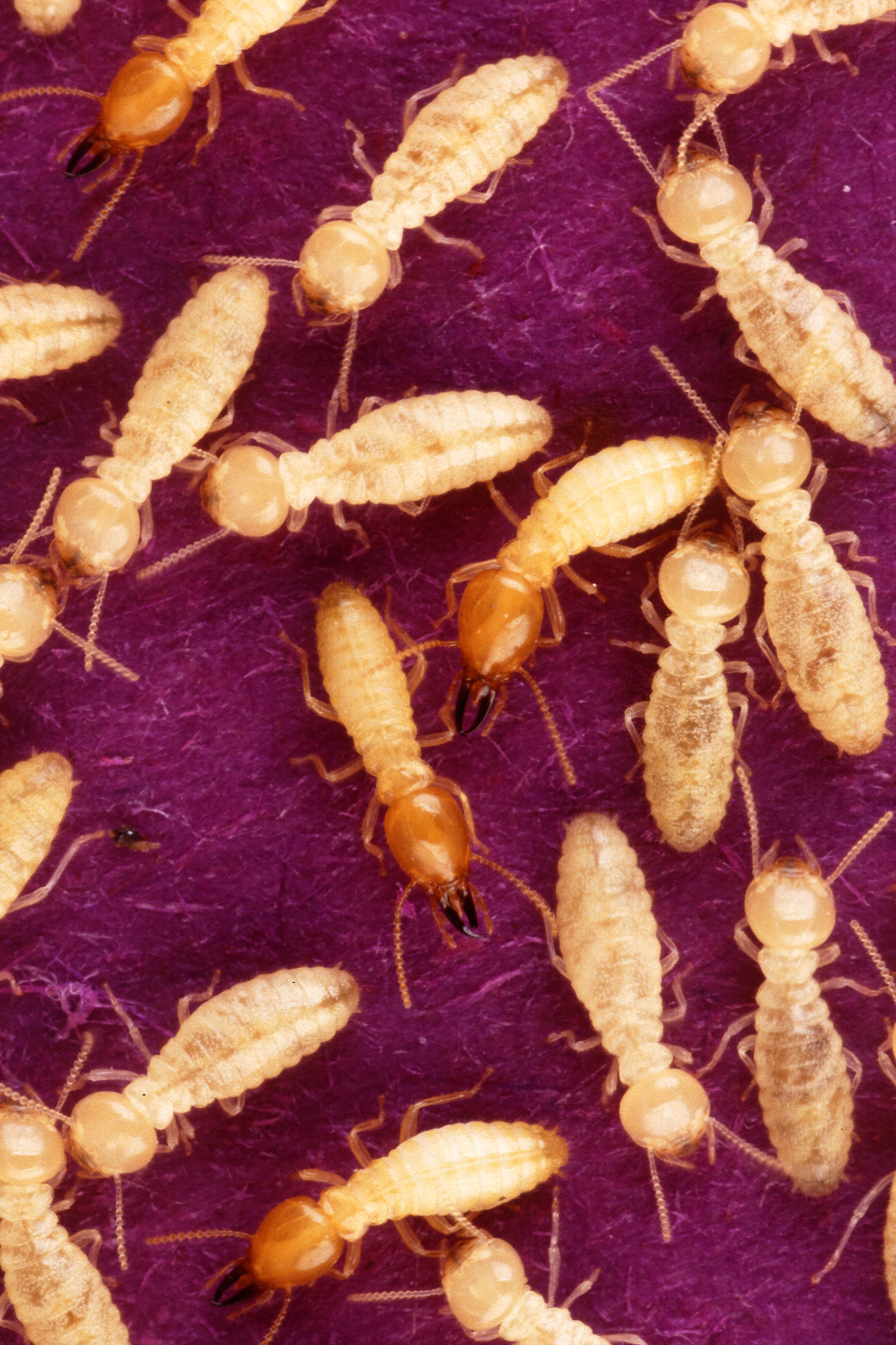
Vi khuẩn cổ sinh methan cộng sinh với mối.

## Phân loại

### Một vực mới

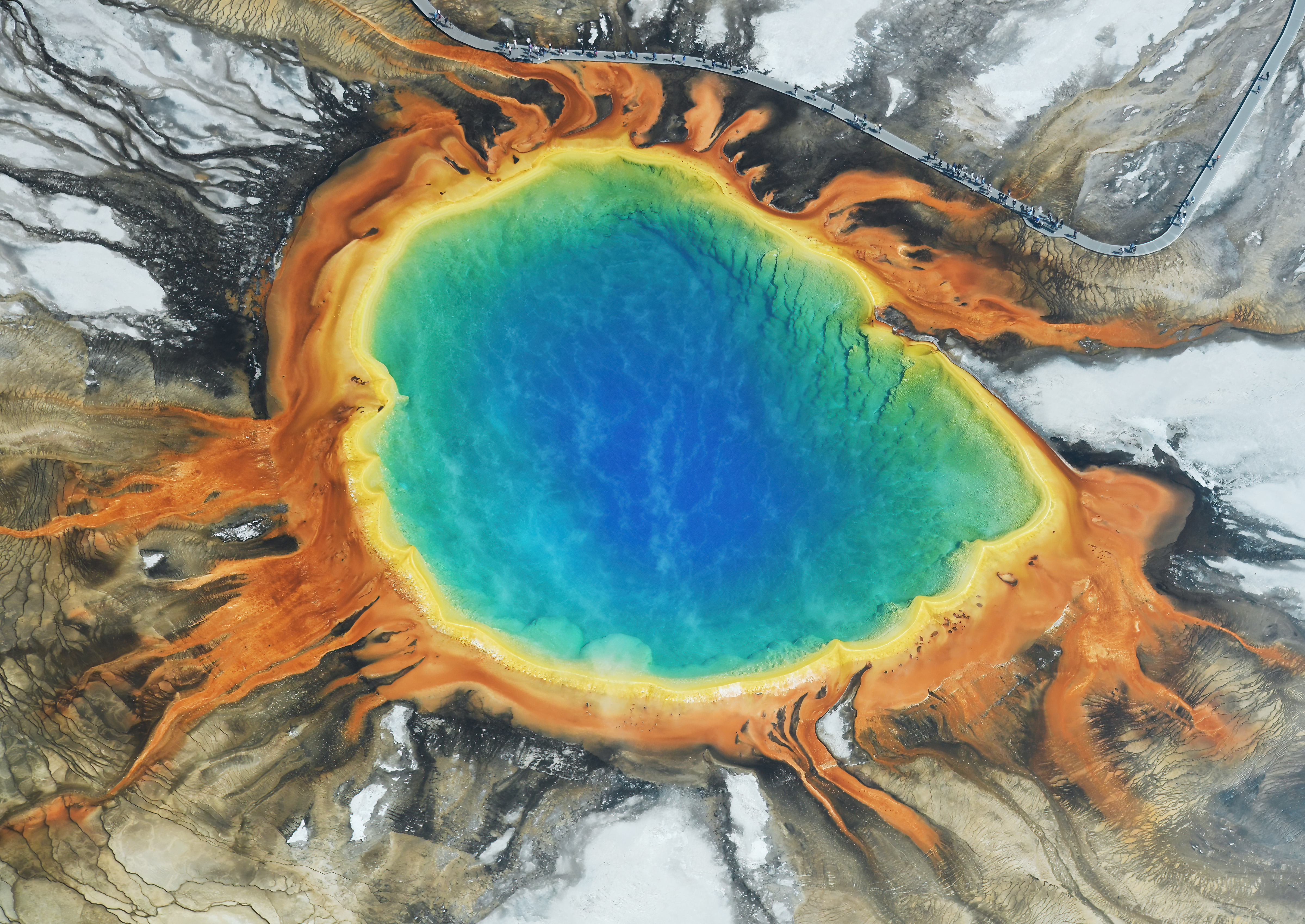
Vi khuẩn cổ lần đầu được khám phá ở những môi trường khắc nghiệt, như suối nước nóng trên miệng núi lửa.

Đầu thế kỷ 20, những sinh vật nhân sơ được công nhận như một nhóm sinh vật riêng lẻ và được phân loại dựa vào đặc điểm sinh hóa, hình thái và trao đổi chất. Ví dụ, các nhà vi sinh học đã cố gắng phân loại các vi sinh vật dựa trên cấu trúc của thành tế bào, hình dạng, và hợp chất chúng tiêu thụ. Tuy nhiên, một phương pháp được đề ra vào năm 1965, sử dụng trình tự gen ở những sinh vật này để tìm ra những sinh vật nhân sơ nào thực sự liên hệ với nhau. Phương pháp này, gọi là phát sinh chủng loại (phylogenetics), là phương pháp chính được sử dụng cho đến ngày nay.
Năm 1977, Archaea lần đầu được phân loại như một nhóm riêng biệt trong sinh vật nhân sơ bởi Carl Woese và George E. Fox trong cây phát sinh chủng loại dựa trên trình tự gen của RNA ribosome (rRNA). Hai nhóm trên lúc đầu được đặt tên là Vi khuẩn cổ (Archaebacteria) và vi khuẩn thực (Eubacteria), và được xếp thành các giới (Kingdom) hoặc phân giới (Subkingdom), do Woese và Fox đặt tên là Urkingdoms. Woese cho rằng nhóm sinh vật nhân sơ này là một phần khác mang tính cơ bản của sự sống. Để nhấn mạnh sự khác biệt này, hai nhóm sau đó được đổi tên thành Archaea và Bacteria. Từ archaea xuất phát từ tiếng Hy Lạp cổ ἀρχαῖα, mang nghĩa "cổ đại".
Ban đầu, chỉ có những vi khuẩn cổ sinh methan được đặt vào vực mới này, và vi khuẩn cổ được xem như những sinh vật chỉ sống ở các môi trường sống khắc nghiệt như suối nước nóng hay hồ mặn. Cuối thế kỷ 20, các nhà vi sinh vật đã nhận ra rằng vi khuẩn cổ là một nhóm sinh vật rộng lớn, đa dạng và phổ biến rộng rãi trong tự nhiên, ở cả những môi trường ít cực đoan hơn như đất và đại dương. Sự đánh giá cao tầm quan trọng và tính phổ biến của Archea đến từ việc sử dụng phản ứng chuỗi trùng hợp để xác định các sinh vật nhân sơ trong các mẫu nước hoặc đất với axít nucleic đơn lẻ. Việc này cho phép khám phá và nhận dạng các sinh vật mà không thể nuôi cấy trong phòng thí nghiệm, điều nhìn chung vẫn còn khó khăn.

### Sự phân loại hiện nay

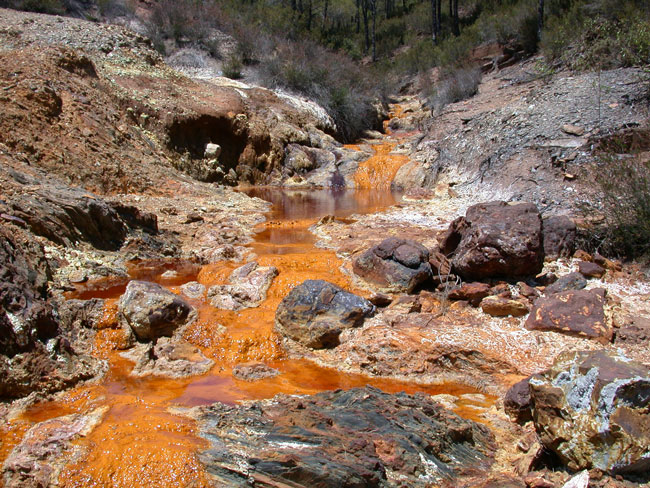
ARMAN là nhóm vi khuẩn cổ mới được phát hiện gần đây ở nước axít mỏ.

Phân loại vi khuẩn cổ nói riêng và sinh vật nhân sơ nói chung, là một lĩnh vực thay đổi nhanh chóng và nhiều tranh cãi. Hệ thống phân loại hiện hành định phân Archaea thành các nhóm có cùng các đặc điểm cấu trúc và chung tổ tiên. Sự phân loại này dựa nhiều vào việc sử dụng kết quả trình tự rRNA để làm rõ mối quan hệ giữa các sinh vật (phát sinh chủng loại phân tử). Hầu hết các loài dễ nuôi cấy và nghiên cứu đều nằm trong hai ngành chính, Euryarchaeota và Crenarchaeota. Các nhóm khác chỉ mới tạm thời được tạo ra. Một ví dụ như loài lạ thường Nanoarchaeum equitans, được tìm ra năm 2003, đã được đặt vào ngành riêng của chính nó, ngành Nanoarchaeota. Một ngành mới, Korarchaeota, cũng được đề xuất. Nó gồm một nhóm nhỏ các loài ưa nóng bất thường mang những đặc tính giống hai ngành chính, nhưng có quan hệ gần hơn hết với Crenarchaeota. Một số loài mới phát hiện khác lại chỉ có mối quan hệ xa với các ngành trên, như các vi sinh vật nano ARMAN, được tìm thấy năm 2006 và là một vài trong số những sinh vật nhỏ nhất được con người biết đến.

#### Phân loại thành các loài
Việc phân loại vi khuẩn cổ thành các loài là một vấn đề còn gây tranh cãi. Sinh học xác định một loài như một nhóm các cá thể có liên quan đến nhau. Tiêu chí "giao phối" quen thuộc và độc nhất (các cá thể có thể giao phối với nhau và tạo ra thế hệ con nhưng không giao phối với các cá thể khác), không hữu dụng vì vi khuẩn cổ sinh sản vô tính.
Vi khuẩn cổ cho thấy mức độ chuyển gen ngang cao giữa các thế hệ. Một vài nhà nghiên cứu đề xuất rằng các cá thể có thể nhóm lại thành những quần thể giống như loài, tạo nên bộ gen có sự tương đồng cao và có sự chuyển gen không thường xuyên với các tế bào có bộ gen ít liên quan, như ở chi Ferroplasma. Mặt khác, các nghiên cứu về Halorubrum cho thấy sự chuyển gen đáng kể với các quần thể ít liên quan, làm hạn chế khả năng ứng dụng của tiêu chí này. Một mối quan tâm khác là ý nghĩa thực tiễn của việc định dạng loài này đến đâu.
Những hiểu biết hiện tại về tính đa dạng di truyền còn rời rạc và tổng số các loài vi khuẩn cổ vẫn không thể được ước tính với bất kì độ chính xác nào. Ước tính số các ngành khoảng từ 18 đến 23, trong đó mới chỉ có 8 có đại diện được nuôi cấy và nghiên cứu trực tiếp. Nhiều trong số các nhóm được đưa giả thuyết lại là từ một chuỗi rRNA đơn lẻ, cho thấy tính đa dạng của các sinh vật này thì vẫn còn là một câu hỏi chưa được trả lời. Nhóm vi khuẩn cũng chứa nhiều vi sinh vật chưa được nuôi cấy với những mô tả đặc tính tương tự.
chúng có thể được xuất phát từ 1 vật có nguồn gốc không gian rơi vào Trái Đất thời kì sơ khai.

## Hình thái

So sánh kích thước của tế bào sinh vật nhân sơ với các tế bào khác và các phân tử sinh học (thang logarith).

### Màng tế bào

Cấu trúc màng tế bào. Trên: phospholipid của vi khuẩn cổ, 1 chuỗi bên isoprene, 2 liên kết ether, 3 L-glycerol, 4 nhóm phosphate. Giữa: phospholipid của vi khuẩn và sinh vật nhân chuẩn: 5 axít béo, 6 liên kết ester, 7 D-glycerol, 8 nhóm phosphate. Dưới: 9 lipid kép của vi khuẩn và sinh vật nhân chuẩn, 10 lipid đơn của một số vi khuẩn cổ.

## Trao đổi chất

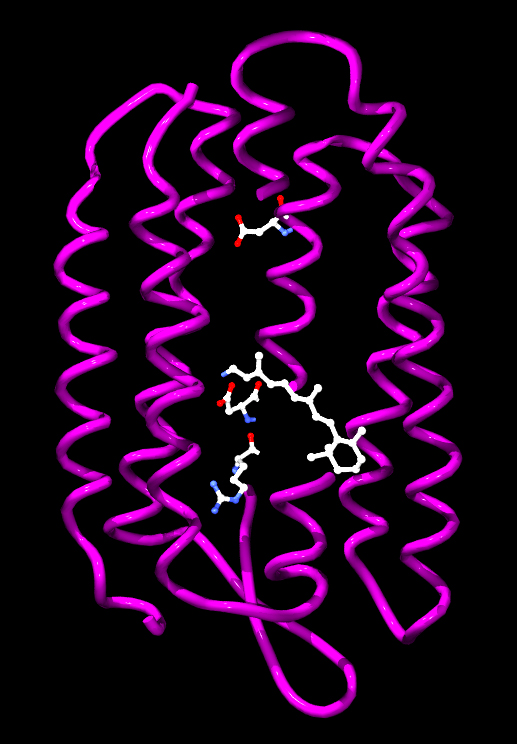
Phân tử bacteriorhodopsin từ Halobacterium salinarum. Cofactor retinol và phần còn lại mà tham gia quá trình vận chuyển protein được vẽ dưới dạng mô hình bóng và gậy.

## Di truyền

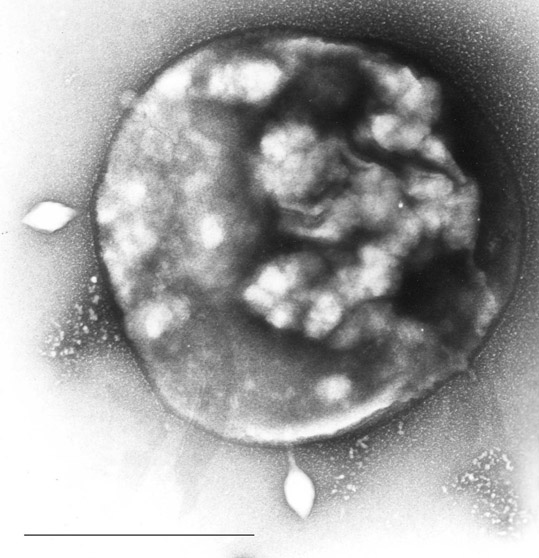
Sulfolobus bị nhiễm virus DNA STSV1. Mỗi vạch là 1 micromet.